# Batalla del Cabo Spada
La Batalla del Cabo Spada fue una batalla naval durante la Batalla del Mediterráneo en la Segunda Guerra Mundial. Tuvo lugar el 19 de julio de 1940 en el mar Mediterráneo frente al cabo Spada, el extremo noroeste de Creta.

## Preludio
La batalla ocurrió cuando un escuadrón aliado que patrullaba el Egeo se encontró con dos cruceros italianos que se trasladaban de Trípoli a Leros, el cual, en ese momento, era una colonia italiana en las islas del Dodecaneso. El escuadrón aliado fue comandado por el capitán australiano John Collins a bordo del crucero ligero HMAS Sydney e incluyó a los destructores británicos de clase H HMS Havock, Hyperion, Hasty, Hero y el Clase I Ilex. La 2.ª División de Cruceros italiana estaba comandada por el Vicealmirante Ferdinando Casardi y estaba formada por los cruceros ligeros de alta velocidad Giovanni dalle Bande Nere y Bartolomeo Colleoni.

## Batalla

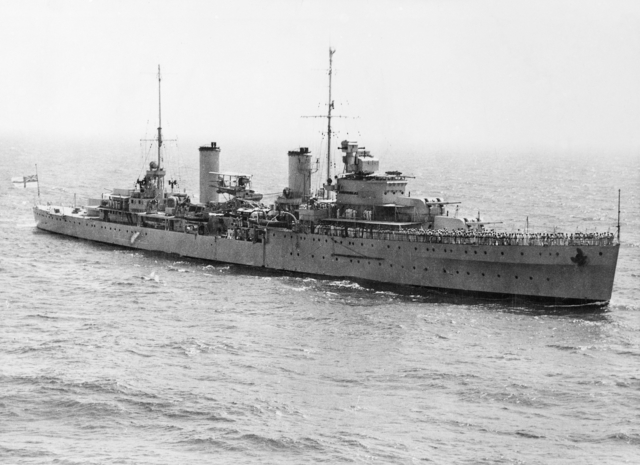
HMAS Sydney

Cuando los italianos se encontraron con los destructores aliados alrededor de las 07:30, el Sydney y el Havock estaban a 64 kilómetros al norte de un barrido de submarinos. Los otros destructores llevaron a los cruceros italianos en una persecución hacia el norte para que el Sydney tuviera tiempo de acudir al rescate. El Sydney avistó a los italianos a las 08:26, abriendo fuego a las 08:29, y los cruceros italianos se desviaron hacia el suroeste.
En el transcurso de la batalla, el Bartolomeo Colleoni fue duramente golpeado por el Sydney y después de que un proyectil golpeara las calderas a las 09:23, se detuvo completamente. El crucero siguió luchando pero no pudo maniobrar ni usar la batería principal; de esta forma, aunque permaneció abriendo fuego con sus proyectiles de 100 mm (3,9 plg), fue hundido por tres torpedos lanzados desde los Ilex e Hyperion a las 09:59. El Sydney continuó atacando al Bande Nere. Este fue alcanzado por un proyectil italiano, pero logró golpear al Bande Nere al menos dos veces, matando a ocho en la proa y en el hangar. Más tarde, el Sydney abandonó la batalla porque le faltaban municiones y el Giovanni delle Bande Nere regresó a Bengasi, escoltado por el acorazado HMS Warspite y una pantalla de destructores. 555 supervivientes del Bartolomeo Colleoni fueron rescatados; 121 murieron. Posteriormente, los destructores británicos fueron bombardeados por aviones italianos, lo que provocó daños en el HMS Havock, cuya caldera n.º 2 se desbordó. Un hidroavión de Warspite, que buscaba al Bande Nere, se hundió en el mar y se perdió cerca de Tobruk. La tripulación fue capturada por los italianos. El convoy aliado AN.2 recibió la orden de navegar de regreso al Puerto Said y permanecer allí hasta que finalmente se supo que el Bande Nere había llegado a Bengasi.
A pesar de su ventaja de velocidad, los cruceros italianos no pudieron superar al HMAS Sydney porque tenían que dirigirse hacia el sursudoeste, en lugar de la ruta de escape más obvia hacia el sur, para evitar quedar atrapados entre el enemigo y las costas de Creta. Esto le dio al crucero australiano la oportunidad de acercar su rango. La armadura ligera del Colleoni y del Bande Nere eran incapaces de resistir al fuego del Sydney. La falta de reconocimiento aéreo fue otro factor que contribuyó al éxito de la persecución de los Aliados.

## Orden de batalla

### Italia
- Contralmirante Ferdinando Casardi - 2.ª División de Cruceros
  - Regia Marina: 2 cruceros ligeros: Bartolomeo Colleoni (hundido), Giovanni dalle Bande Nere

### Aliados
- Capitán John Collins - 2.ª Flota de Destructores
  - 1 crucero ligero: HMAS Sydney
  - 5 destructores: HMS Hasty, Havock, Hero, Hyperion, Ilex